# Žebrák (Vlašimská pahorkatina)
Žebrák (585 m n. m.) je kopec ve Vlašimské pahorkatině, 3 km jihovýchodně od Bystřice a 8 km jižně od Benešova.

## Přírodní park Džbány-Žebrák

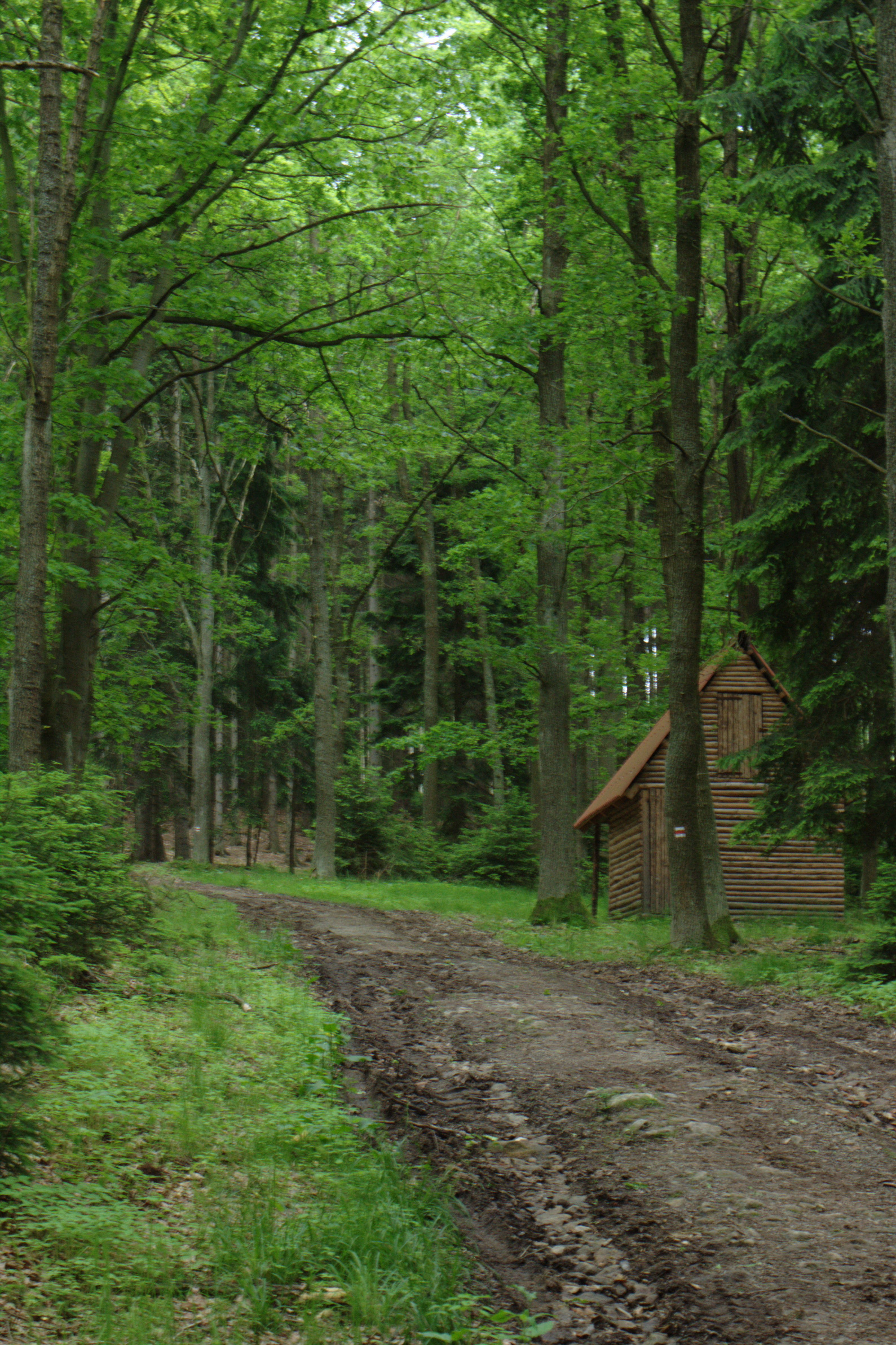
Cesta na Žebrák

Žebrák je dominantou severní části přírodního parku Džbány-Žebrák, který byl vyhlášen v roce 1996 v krajině mezi Voticemi, Jankovem, Líšnem a Tomicemi, o rozloze 53 km². Chráněná je tu krajina, která má takřka podhorský charakter, jsou tu rozsáhlé lesní plochy a louky s remízky, pramennými oblastmi a rybníky. Jižní části parku dominuje vrchol Džbány (688 m n. m.)
V přírodním parku se vyskytují např. tyto druhy rostlin - prstnatec májový, bublinatka jižní, rosnatka okrouhlolistá a suchopýr bahenní. Z živočichů to jsou např. ptáci chřástal polní, bekasina otavní, včelojed lesní, výr velký a ledňáček říční, savci vydra říční a netopýr severní a obojživelníci čolek horský a rosnička zelená.

## Přístup
Žebrák je přístupný po červeně značené cestě od zámku Líšno, která pokračuje přírodním parkem dál na jih, přes Džbány, až do Votic. Nejkratší přístup vede z Jinošic po žluté značce k rozcestí Vrbětín hájovna a od něj doleva po červené na rozcestí Žebrák. Vrchol se nachází 80 metrů od rozcestí severozápadním směrem. Celý výstup z Jinošic měří 2 km s převýšením 150 metrů.